# Cordyceps lateritia
Cordyceps lateritia är en svampart som beskrevs av Dingley 1953. Cordyceps lateritia ingår i släktet Cordyceps och familjen Cordycipitaceae.   Inga underarter finns listade i Catalogue of Life.